# یواس‌اس نیکلسون (تی‌بی-۲۹)
یواس‌اس نیکلسون (تی‌بی-۲۹) (به انگلیسی: USS Nicholson (TB-29)) یک کشتی بود که طول آن 175' بود. این کشتی در سال ۱۹۰۱ ساخته شد.